# Sri Lankas Davis Cup-lag
Sri Lankas Davis Cup-lag styrs av Sri Lankas tennisförbund och representerar Sri Lanka i tennisturneringen Davis Cup, tidigare International Lawn Tennis Challenge. Sri Lanka debuterade i sammanhanget 1953, och har bland annat spelat semifinal i Asien-Oceanienzonens Grupp II.